# Cá chim gai
Cá chim gai (Danh pháp khoa học: Psenopsis anomala) là một loài cá biển trong họ cá Centrolophidae. Tên địa phương gọi chúng với những cái tên như cá liệt sứa, cá tín. Tên thường gọi tiếng Anh là Japanese buttefish, Butterfish. Tên gọi tiếng Nhật là Ibodai.

## Phân bố
Loài cá biển này phân bố ở vùng biển từ Nhật Bản, Trung Quốc tới miền bắc biển Đông. Ở Việt Nam cá phân bố ở vịnh Bắc Bộ và miền Trung Việt Nam. Môi trường sống là biển, ở độ sâu đến 370 m. Cá trưởng thành sống ở đáy, nhưng di cư lên trên vào ban đêm.

## Đặc điểm
Chiều dài tối đa 30 cm. Thân hình trứng-hình thoi, ép dẹp. Chiều dài thân bằng 1,3 – 1,4 lần chiều cao thân, bằng 3,6 – 4,0 lần chiều dài đầu. Đầu nhỏ, dẹp bên. Mõm rất ngắn, tù, tròn, khỏe; mắt tương đối lớn, miệng nhỏ, ở phía dưới; hàm trên kéo dài đến phía dưới mép trước của mắt, hàm dưới ngắn hơn hàm trên. Khe mang nhỏ; lược mang 18-21, tròn, dài, nhọn. Răng rất nhỏ, hình nón giống răng cửa, hơi dẹt, mỗi hàm chỉ có một hàng nhỏ, xếp xít nhau; không răng trên xương lá mía, vòm miệng và lưỡi. Đường bên liền, với 55-63 vảy, song song với đường viền lưng. Vảy nhỏ, hình xicloit và rất dễ rụng; phần gáy có vảy và phủ lớp nhầy dày. Đầu trần trụi. Vây lưng dài, hình lưỡi liềm, với 6-7 tia gai ngắn ẩn dưới da và 27-33 tia mềm, các tia gai ngắn và không tách biệt với phần tia mềm. Vây hậu môn có 3 tia gai và 24-28 tia mềm. Vây ngực 20-23 tia mềm. Vây bụng nhỏ, nằm ngay dưới gốc vây ngực. Cuống đuôi ép dẹp, cao hơn dài. Đuôi vây phân thành hai thùy, thùy dưới dài hơn thùy trên. Màu sắc xám đồng nhất hoặc ánh nâu, bên dưới màu trắng bạc; cá non màu nâu nhạt hoặc nâu ánh đen.. Một vết đen lớn phía trên khe mang. Vùng rìa vây hậu môn sẫm màu.

## Sử dụng
P. anomala là một nguồn cá thực phẩm quan trọng về mặt thương mại, được đánh bắt bằng lưới kéo. Năm 1999 tổng lượng đánh bắt được báo cáo là 10.871 tấn (FAO 2000). Các quốc gia và vùng lãnh thổ với sản lượng đánh bắt lớn nhất là Nhật Bản (4.996 tấn) và Đài Loan (5.075 tấn).